# Dianthus seisuimontanus
Dianthus seisuimontanus är en nejlikväxtart som beskrevs av Masamune. Dianthus seisuimontanus ingår i släktet nejlikor, och familjen nejlikväxter. Inga underarter finns listade i Catalogue of Life.